# 보잉 E-767
보잉 E-767은 미국의 보잉사가 일본을 위해 제작한 조기경보기로 총 4대가 제작되어 1998년에 실전배치 되었다. 1977년, 미국 공군의 조기경보 E-3 센트리의 모체인 B-707의 생산이 중단되자 일본은 보잉의 새로운 여객기였던 B-767에 레이돔을 탑재해 조기경보기로 개발해 달라고 주문했다. 레이다는 미국이 사용하는 E-3 센트리와 같은 AN/APY-2레이다를 사용하며, 최대이륙중량 145톤인 E-3 센트리 보다 대형인 175톤으로 조기경보기로서는 세계 최대이다. 러시아와 중국도 일본에 대응해 170톤급 A-50 메인스테이와 KJ-2000을 배치했다.

## A-50
일본의 E-767는 러시아의 A-50 메인스테이 조기경보기와 최대이륙중량이 170톤급으로 거의 같다. 중국도 A-50 메인스테이 조기경보기를 사용하는데, 독자개발한 것이라고 주장하며 KJ-2000이라고 부른다. 그러나 서방에서는 A-50 메인스테이라고 보고 있다.

## 레이더 업그레이드
2006년 11월, 보잉은 일본의 E-767 공중경보통제기(AWACS) 4대에 레이더 시스템 개선 프로그램(RSIP, Radar System Improvement Program) 키트를 공급하는 1억 800만 달러 규모의 계약을 체결했다. 대외군사판매(FMS)는 매사추세츠주 한스컴 공군기지의 전자시스템센터를 통해 진행되었다. 판매에는 예비 부품 및 수리 부품, 지원 장비, 기술 문서도 포함된다. 키트 설치는 2012년 12월 워싱턴주 시애틀에서 완료되었다.
RSIP는 AWACS 항공기의 레이더 감도를 높여 소형 표적을 탐지하고 추적할 수 있도록 한다. 또한, 새로운 고신뢰성 멀티프로세서를 통해 레이더의 기존 컴퓨터를 개선하고 향후 유지보수 및 개선을 용이하게 하기 위해 소프트웨어를 재작성했다. 보잉과의 하청 계약을 통해 노스롭 그루먼 일렉트로닉 시스템즈(Northrop Grumman Electronic Systems)가 주로 제작한 RSIP 키트는 새로운 레이더 컴퓨터, 레이더 제어 유지보수 패널, 그리고 레이더 및 임무 시스템 프로그램의 소프트웨어 업그레이드로 구성된다.
- 레이더 감도 및 ECCM 능력 향상
- 기존 데이터 처리 컴퓨터를 높은 신뢰성과 성능을 가진 다중코어 프로세서 컴퓨터로 교체
- 소프트웨어, 레이더 제어판 업그레이드
- 데이터링크 설치

## 2023년 업그레이드
2023년 6월 8일, 미국 디지털국 산하 국제 AWACS 부서는 향상된 임무 컴퓨팅 업그레이드(MCU)를 탑재한 최초의 보잉 E-767 AWACS 항공기를 일본 항공자위대(JASDF)에 인도했다.
- ESM 시스템 설치. E-737 파생형
- 중앙계산처리장치 교체
- 차세대 피아/표적 식별 장치 설치
- 다중 정보 통합 능력 부여
- 항공기 내비게이션 개량

## 제원 (E-767)
정보의 출처: 767 AWACS B767-200
일반 특성
- 승무원: Flight:2 Mission:8-10
- 길이: 159 ft 2 in (48.5 m)
- 날개폭: 156 ft 1 in (47.6 m)
- 높이: 52 ft (15.8 m)
- 공허중량: 188,705 lb (85,595 kg)
- 탑재중량: 284,110 lb (128,870 kg)
- 최대이륙중량: 385,000 lb (175,000 kg)
- 엔진: 2× General Electric CF6-80C2 turbofan, 61,500 lbf (282 kN) 각각

성능
- 최대속도: Mach 0.86
- 순항속도: Mach 0.80 (530 mph, 851 km/h)
- 항속거리: 5,600 nmi (10,370 km)
- 상승한도: 40,100 ft (12,200 m)

- Endurance: 9.25 hours on station at 1,000 nautical-mile radius;
13 hours at 300-nautical mile radius. Extended operations possible with air refueling

항공전자장비
- Northrop Grumman  Multi-role Active Electronically Scanned Array radar

## 같이 보기
관련 개발
- E-3 센트리
- 보잉 767
- 보잉 KC-767
- E-10 MC2A
- EL/M-2075

유사 항공기
- E-737